# Christophe Agou
Christophe Agou (* 14. Oktober 1969 in Montbrison; † 16. September 2015) war ein französischer Fotograf.

## Biografie
Christophe Agou entdeckte sein Interesse an der Fotografie als Autodidakt auf verschiedenen Reisen durch Europa und die Vereinigten Staaten.
Seit den 1990er Jahren veröffentlichte er seine Dokumentarfotografien. Er wechselte zwischen Schwarz-Weiß und Farbe, Landschaft und Porträt, Reportage und Dokumentation. Dabei legte sich Agou auf keinen bestimmten Stil fest. Im Lauf der Zeit erschloss sich Agou auch andere Medien, wie die Assemblage und den Film, wobei er seine Arbeitsweise stets beibehielt.
1992 ließ er sich in New York nieder. 1998 begann er eine Fotoreihe über Menschen in der New Yorker U-Bahn, deren Ergebnisse 1998 unter dem Titel Life Below (Quantuck Lane / W.W Norton & Co. 2004) veröffentlicht wurden.
Im Winter 2002 kehrte Agou in seine Heimatregion, den Forez, zurück und bereiste die Gegenden fernab der Städte, die er bereits kannte. Er lernte die Menschen auf dem Land kennen und aus seinen regelmäßigen Besuchen entwickelten sich Freundschaften. Er begann seine Fotoreihe Face au Silence (Gesichter der Stille).
2006 gehörte er zu den Finalisten des W. Eugene Smith Award und 2008 zu den Finalisten des Prix de la Photographie der Pariser Académie des Beaux-Arts. Ein Jahr später erhielt er den Sonderpreis der Jury beim Prix Kodak de la Critique Photographique und war der Gewinner des European Publishers Award for Photography 2010.
Die Arbeiten von Christophe Agou wurden vielfach veröffentlicht und international ausgestellt, unter anderem im MoMa (New York), im Museum of Fine Arts (Houston), im Jeu de Paume (Paris), in der Fundació Pilar i Joan Miró (Mallorca), auf dem Fotofestival Les Rencontres Internationales d’Arles (Frankreich), im Smithsonian American Art Museum (Washington DC), auf dem Noorderlicht-Festival (Niederlande) und auf verschiedenen Fotofestivals in China.
Agou starb im September 2015 im Alter von 45 Jahren an den Folgen einer Krebserkrankung.

## Foto-Serie
- Inside Out (1995)
- Life Below (1998–2001)
- Je est un autre (1996)
- Under a cloud (2001–2004)
- Reveries
- Face au silence/ (Gesichter der Stille) (2002–2010)
- Looking for words
- Reel fiction (seit 2009)

## Sammlungen (Auswahl)
- Bibliothèque nationale de France, Paris France
- Musée d’Art Roger Quilliot (MARQ), Clermont-Ferrand France
- Museum of Fine Arts, Houston USA
- Neuberger Museum of Art, Purchase USA
- Smithsonian American Art Museum, Washington D.C. USA
- The Akron Art Museum Akron, USA
- Southeast Museum of Photography, Daytona USA
- New York Public Library, New York USA
- The Frances Lehman Loeb Art Center, Poughkeepsie USA
- The New York Historical, New York USA
- Galeries Photo-Fnac, Paris France
- The Joy of Giving Something, New York USA

## Auszeichnungen
- 2013: Centre national du cinéma et de l’image animée - Bourse
- 2012: Centre National du Cinéma et de l’Image Animée - Bourse
- 2010: European Publishers Award for Photography -Lauréat
- 2009: Prix Kodak de la Critique Photographique - Mention spéciale
- 2008: Prix de la Photographie de l’Académie des Beaux-Arts de Paris
- 2006: W. Eugene Smith Grant in Humanistic Photography
- 2002: Ai-AP American Photography Award
- 2002: Magazine Picture of the Year - Honorable Mention
- 2000: Project Competition - Santa Fe Prize for Photography
- 1999: Attention Talent Photo Award Fnac